# Lscript
LScript to język skryptowy opracowany przez firmę NewTek – producenta programu do tworzenia grafiki trójwymiarowej – LightWave 3D. Język ten służy pisaniu wtyczek do tego programu. LightWave 3D może być interpreterem, jak i kompilatorem dla skryptów napisanych w LScript.
LScript posiada środowisko developerskie „LScript Integrated Development Environment” (LSIDE). W skład pakietu wchodzą:
- LScript Editor – edytor tekstu,
- LScript Interface Designer – program do projektowania interfejsu graficznego,
- LScript Debugger – debugger tworzonych skryptów.

Przykład "hello world!" w języku LScript, wypisujący tę wiadomość w programie LightWave 3D:
```
 info ("hello world!")
```